# Disgiunzione logica

Diagramma di Venn della disgiunzione logica

In logica, la disgiunzione inclusiva o disgiunzione logica è un connettivo logico attraverso il quale, a partire da due proposizioni, si forma una nuova proposizione.
Date due proposizioni {\displaystyle A} e {\displaystyle B}, la disgiunzione è indicata con {\displaystyle A\vee B} chiamata A o B oppure chiamata A vel B; è vera solo nel caso in cui almeno una tra {\displaystyle A} e {\displaystyle B} è vera mentre è falsa quando tutte e due sono false. Quando si hanno due enunciati aperti {\displaystyle p(x)}e {\displaystyle q(x)}, l'insieme di verità di {\displaystyle p(x)\vee q(x)} corrisponde all'unione tra i due insiemi di verità. In effetti, la disgiunzione gode delle stesse proprietà dell'unione.
La disgiunzione in algebra booleana è indicata con l'operatore OR.
Tabella della verità:
| A | B | A{\displaystyle \vee }B |
| - | - | ----------------------- |
| V | V | V                       |
| V | F | V                       |
| F | V | V                       |
| F | F | F                       |

## Proprietà
- Proprietà di idempotenza: {\displaystyle p\vee p=p}
- Proprietà commutativa: {\displaystyle p\vee q=q\vee p}
- Proprietà associativa: {\displaystyle (p\vee q)\vee r=p\vee (q\vee r)}
- Proprietà distributiva (rispetto alla congiunzione logica): {\displaystyle p\vee (q\wedge r)=(p\vee q)\wedge (p\vee r)}
- Teorema dell'assorbimento (rispetto alla congiunzione logica): {\displaystyle p\vee (p\wedge q)=p}
- Legge di De Morgan {\displaystyle {\overline {p\vee q}}={\overline {p}}\wedge {\overline {q}}}